# Claus Manniche
Claus Manniche (født 21. juni 1956) er en dansk overlæge, professor, dr. med. og cand. jur.. Hans primære forskningsinteresser er kliniske databaser i rygsmerter og forskningsmetodologi. Han har skrevet mere end 140 fagfællebedømte artikler  og været medforfatter på flere bøger.  

## Liv og karriere
Claus Manniche er født i Kalundborg. Han afsluttede lægestudiet på Københavns Universitet i 1982. Han tog herefter juridisk embedseksamen samme sted i 1988. Erhvervede sig senere doktorgraden i 1995 på emnet: ’Forskningsmetoder i rygforskningen og afprøvning af rygtræning som behandlingsmetode.’. Blev speciallæge i reumatologi i 1996.
Claus Manniche var leder af et af landets første rygambulatorier på Aarhus Kommune Hospital i 1993 – 1996. Senere administrerende overlæge på Hillerød Sygehus i 1997-1998. Fra 1998 blev Claus Manniche udnævnt til ledende overlæge og professor på Rygcenter Fyn, i dag udvidet til Rygcenter Syddanmark og placeret i Middelfart under Sygehus Lillebælt  og Syddansk Universitets Institut for Regional Sundhedsforskning.  Han var forskningsleder og leder af den medicinske afdeling indtil 2012 og senere professor og overlæge samme sted. 

## Forskningsresultater
Claus Manniche stod i slutningen af 1980’erne bag verdens første randomiserede studie, der viste overbevisende effekt af træning til patienter med uspecifikke rygsmerter. Resultatet blev publiceret i The Lancet i 1988 og blev banebrydende for den aktive rygrehabilitering verden over. Artiklen fra 1988, ’’Clinical trial of intensive muscle training for chronic low back pain’’ er stadig en af de mest citerede på området . Udviklede samtidig en metode til registrering af smerter og skelnen imellem forskellige smertetyper: Low Back Pain Rating Scale, der stadig benyttes som registreringsmetode i forskningsprojekter og kliniske databaser verden over.
Claus Manniche har også som forskningsleder på Rygcenter Fyn – i dag Rygcenter Syddanmark – bidraget med resultater, der har vakt international opsigt. Senest opdagelsen af de såkaldte  Modic-forandringer  som årsag til hidtil uforklarlige rygsmerter. Deltager fortløbende i projekter om dette emne  .
Har udgivet over 140 fagfællebedømte artikler i diverse fagtidsskrifter og holdt hen ved 1000 foredrag på faglige konferencer og i patientsammenhænge.

## Øvrige aktiviteter
Har siddet med i en snes videnskabelige fora igennem karrieren. Været formand for Sundhedsstyrelsens arbejdsgruppe, der i 1999 udgav MTV-rapporten  om ondt i ryggen. Initiativtager til en af de første kliniske rygdatabaser i verden: Dansk Discusbase 1995. Senere med til at opbygge COBRA-databasen – nu SpineData  i Rygcenter Syddanmark. Medstifter af Rygdoktor.dk, senere Prescriba. Medstifter af Persica Pharmaceutical Ltd. Medlem af redaktørgruppen for Dansk Reumatologisk Selskab, ekspert i Forebyggelsesfonden omkring genoptræning og medlem af forskernetværket Clinical Locomotion Network.

## Priser
Claus Manniche er bl.a. blevet tildelt hæderspris fra Dansk Selskab for Manuel Medicin 1989, Dansk Kiropraktorforenings Forskerpris 1991, Scandinavian Journals of Rheumatology´s 40-års jubilæumspris 1995, Dansk Kiropraktorforenings ærespris til Rygcenter Fyn 2008. 

## Væsentligste videnskabelige referencer
- ‘‘Clinical trial of intensive muscle training for chronic low back pain.’’ / Manniche, Claus et al. : The Lancet, December  24/31, 1988: 1473-76.
- Low back pain Rating Scale. Validation of a tool for assessment of low back pain.Manniche C, Asmussen K, Lauritsen B, Vinterberg H, Kreiner S. Pain 1994; 57: 317-26.
- ‘‘Modic changes, possible causes and relation to low back pain’’. / Albert, Hanne B ; Kjaer, Per ; Jensen, Tue Secher ; Sorensen, J S ; Bendix, T; Manniche, Claus . I : Medical Hypotheses , Vol. 70, Nr. 2, 2007, s. 361-368
- ‘Modic changes following lumbar disc herniation.’/Albert, Hanne B ; Manniche, Claus. : I Eur Spine J. 2007 Jul;16(7):977-82. Epub 2007 Mar 3.

## Udgivelser i øvrigt
Claus Manniche udgav I 2014 sammen med journalist Connie Mikkelsen bogen: Rygsmerter og Modic    
Claus Manniche udgav i 1997 håndbogen ’’Rygsmerter, myter og kendsgerninger’’ sammen med kiropraktor Alan Jordan.